# Hecht's
Hecht's (ook bekend als Hecht Brothers, Hecht Bros. en Hecht Company) was een warenhuisketen in de Verenigde Staten. Het had 81 winkels in 2005, het laatste jaar waarin het bestond als zelfstandig bedrijf. 
Het bedrijf werd in 1857 in Baltimore opgericht. Op het moment dat Hecht's in 2006 door Macy's werd overgenomen, was het gevestigd in Arlington, Virginia.

## Geschiedenis

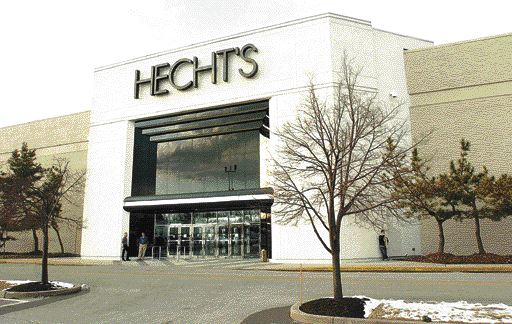
Voormalig warenhuis Hecht's in Wheaton, Maryland (VS), gebouw gesloopt in 2011.

De joodse koopmansfamilie Hecht emigreerde in 1847 van Burghaun in Hessen naar Amerika. In 1857 richtte Samuel Hecht het bedrijf Hecht Company op. Tot 1959 werd het bedrijf door de familie Hecht geleid, tot het in 1959 werd gekocht door The May Department Store Company. Op 30 augustus 2005 werd deze weer overgenomen door de Federated Department Stores. Op 1 februari 2006 werd de May-divisie ontbonden en gingen de bestaande Hecht warenhuizen over naar Macy's. Op 9 september 2006 was de naam Hecht uitgefaseerd en vervangen door het landelijk bekende Macy's. 
Bekend is het Hecht-warenhuis in Washington, D.C. dat ontworpen is in Streamline Moderne-stijl.